# Patrick Jusseaume
Pour les articles homonymes, voir Jusseaume.
Patrick Jusseaume, né le 28 octobre 1951 à Abidjan et mort le 25 octobre 2017, est un dessinateur de bande dessinée français.
Dessinateur réaliste d'abord très inspiré par André Juillard, Jusseaume s'est imposé avec sa série maritime Tramp, lancée en 1993 par Glénat.

## Biographie
Patrick Jusseaume a suivi un cursus universitaire à l'école des Beaux-Arts de Rouen. Il exerce d'abord comme professeur de dessin.
Après quelques participations modestes dans le milieu de la bande dessinée, il rencontre le scénariste Daniel Bardet. À partir de 1985, dans Vécu, tous deux publient la série historique Chronique de la maison Le Quéant, qui se déroule « entre la France et l'Afrique au milieu du XIXe siècle ». La série connaît en tout sept albums. Le trait de Jusseaume montre la profonde influence qu'exerce sur lui le style d'André Juillard. Peu à peu, Jusseaume affirme sa propre identité graphique ; il emploie « un dessin clair et réaliste », avec le souci du détail, « dans la grande tradition de la ligne claire hergéenne ». En parallèle, le dessinateur réalise des illustrations pour Je bouquine et pour adapter Le Portrait de Dorian Gray. En 1991, il confie Chronique de la maison Le Quéant à d'autres illustrateurs. 
À partir de 1993, Jusseaume publie, avec le scénariste Jean-Charles Kraehn (lui aussi participant à Vécu), Tramp   cette série de bande dessinée maritime, dont l'intrigue s'apparente aux romans policiers, se déroule dans les années 1950 et compte onze volumes. Le onzième est publié en août 2017. La santé de Jusseaume déclinant, il a passé la main en cours d'album et Kraehn termine le dessin. 
Cette série a reçu le prix Historia de la bande dessinée historique en 2012.
Par ailleurs, Jusseaume a participé à un ouvrage collectif consacré à Boris Vian en 1998 et, en 2003, il collabore avec Kraehn et Serge Le Tendre sur Mission Viêtnam, « un carnet de voyage réalisé pour une association humanitaire ».

## Œuvre

### Albums
- Chronique de la maison Le Quéant, scénario de Daniel Bardet, Glénat, collection Vécu

1. Le Pain enragé, 1985  (ISBN 2-7234-0577-X)
2. Les Quarante-Huitards, 1986  (ISBN 2-7234-0654-7)
3. Les Fils du Chélif, 1987  (ISBN 2-7234-0849-3)
4. Leïla, 1988  (ISBN 2-7234-0967-8)
5. Les portes d'Alger, 1989  (ISBN 2-7234-1157-5)
6. Rubicon, 1991  (ISBN 2-7234-1214-8)
7. Cœur aventureux, 1997  (ISBN 2-7234-1945-2)

- Mission Viêt Nam, scénario de Serge Le Tendre, dessins de Jean-Charles Kraehn et Patrick Jusseaume, Glénat, 2003  (ISBN 2-7234-4119-9)
- Tramp, scénario de Jean-Charles Kraehn, Dargaud

1. Le Piège, 1993  (ISBN 2-205-04087-1)
2. Le Bras de fer, 1994  (ISBN 2-205-04094-4)
3. Le Bateau assassiné, 1996  (ISBN 2-205-04384-6)
4. Pour Hélène, 1999  (ISBN 2-205-04579-2)
5. La Route de Pointe-Noire, 2001  (ISBN 2-205-04856-2)
6. La Piste de Kibangou, 2003  (ISBN 2-205-05203-9)
7. Escale dans le passé, 2005  (ISBN 2-205-05525-9)
8. La sale Guerre, 2007  (ISBN 978-2-205-05802-4)
9. Le Trésor du Tonkin, 2009  (ISBN 978-2-205-06117-8)
10. Le Cargo maudit, 2012  (ISBN 978-2-205-06512-1)
11. Avis de tempête, 2017  (ISBN 978-2-205-07318-8)

- Le Triangle secret, scénario de Didier Convard, Glénat, collection Grafica (tome 1) puis La Loge noire

4. L'Évangile oublié, dessins de Patrick Jusseaume, Denis Falque, Pierre Wachs et Gine, 2001  (ISBN 2-7234-3475-3)
- Les Gardiens du sang, scénario de Didier Convard, Glénat, collection La Loge noire

1. Le Crâne de Cagliostro, dessins de Patrick Jusseaume et Denis Falque, 2009  (ISBN 978-2-7234-6285-3)